# 第18回英国インディペンデント映画賞
第18回英国インディペンデント映画賞は2015年にイギリスで公開されたインディペンデント映画を対象とした賞で、2015年11月3日にノミネーションが発表された。なお、受賞者は同年12月6日に発表された。

## 受賞・ノミネート一覧
※受賞は太字。

### 作品賞
- 『エクス・マキナ』
- 『AMY エイミー』
- 『マクベス』
- 『さざなみ』
- 『ロブスター』

### 監督賞
- アレックス・ガーランド - 『エクス・マキナ』
- ジャスティン・カーゼル - 『マクベス』
- アシフ・カパディア - 『AMY エイミー』
- アンドリュー・ハイ - 『さざなみ』
- ヨルゴス・ランティモス - 『ロブスター』

### 主演男優賞
- マイケル・ファスベンダー - 『マクベス』
- トム・コートネイ - 『さざなみ』
- コリン・ファレル - 『ロブスター』
- トム・ハーディ - 『レジェンド 狂気の美学』
- トム・ヒドルストン - 『ハイ・ライズ』

### 主演女優賞
- シャーロット・ランプリング - 『さざなみ』
- マリオン・コティヤール - 『マクベス』
- シアーシャ・ローナン - 『ブルックリン』
- アリシア・ヴィキャンデル - 『リリーのすべて』
- キャリー・マリガン - 『未来を花束にして』

### 助演男優賞
- ルーク・エヴァンス - 『ハイ・ライズ』
- ドーナル・グリーソン - 『ブルックリン』
- ブレンダン・グリーソン - 『未来を花束にして』
- ショーン・ハリス - 『マクベス』
- ベン・ウィショー - 『ロブスター』

### 助演女優賞
- ジュリー・ウォルターズ - 『ブルックリン』
- ヘレナ・ボナム＝カーター - 『未来を花束にして』
- アンヌ＝マリー・ダフ - 『未来を花束にして』
- シエナ・ミラー - 『ハイ・ライズ』
- オリヴィア・コールマン - 『ロブスター』

### 新人製作者賞
- ジェームズ・ゲイ=リース - 『AMY エイミー』
- ポール・カッティス、アンドリュー・デ・ロットビニエーレ - 『アフガン・レポート』
- セシー・デンプシー、エド・ギニー、リー・マギデイ、ヨルゴス・ランティモス - 『ロブスター』
- デヴィッド・A・ヒューズ、デヴィッド・ムーアズ - 『The Violators』
- トリストン・ゴライアー - 『さざなみ』

### 新人監督賞
- ポール・カッティス - 『アフガン・レポート』
- コリン・ハーディ - 『ザ・ハロウ/侵蝕』
- ジョン・マクリーン - 『スロウ・ウエスト』
- ブレイン兄弟 - 『死の恋人ニーナ』
- スティーヴ・フィングルトン - 『The Survivalist』

### 有望新人賞
- アギネス・ディーン - 『Sunset Song』
- ミア・ゴス - 『The Survivalist』
- アビゲイル・ハーディンガム - 『死の恋人ニーナ』
- ミロ・パーカー - 『Mr.ホームズ 名探偵最後の事件』
- ベル・パウリー - 『ロイヤル・ナイト 英国王女の秘密の外出』

### 脚本賞
- アンドリュー・ハイ - 『さざなみ』
- ニック・ホーンビィ - 『ブルックリン』
- アレックス・ガーランド - 『エクス・マキナ』
- エイミー・ジャンプ - 『ハイ・ライズ』
- エフティミス・フィリップ、ヨルゴス・ランティモス - 『ロブスター』

### 外国映画賞
- 『キャロル』 アメリカ合衆国、 イギリス
- 『ルーム』 アイルランド、 カナダ
- 『サウルの息子』 ハンガリー
- 『Girlhood』 フランス
- 『フレンチアルプスで起きたこと』 スウェーデン

### 技術賞
- 『エクス・マキナ』(美術)
- 『エクス・マキナ』(視覚効果)
- 『ブルックリン』(キャスティング)
- 『AMY エイミー』(編集)
- 『マクベス』(撮影)

### ドキュメンタリー映画賞
- 『AMY エイミー』
- 『How to Change the World』
- 『Dark Horse』
- 『Palio』
- 『A Syrian Love Story』

### 英国短編映画賞
- 『Love Is Blind』
- 『Balcony』
- 『Manoman』
- 『Crack』
- 『Edmond』

### レインダンス賞
- 『AAAAAAAAH!』
- 『The Return』
- 『Winter』
- 『Burn Burn Burn』
- 『Orion: The Man Who Would Be King』

### 審査員賞
- クリス・コリンズ

### リチャード・ハリス賞
- キウェテル・イジョフォー

### ヴァラエティ賞
- ケイト・ウィンスレット